# 5 filles dans la course !
5 filles dans la course ! est le dix-neuvième tome de la série Michel Vaillant. Il a pour cadre le Rallye du Portugal, où l'on suit les péripéties de cinq femmes pilotes.

## Synopsis
Désireuse de promouvoir son image sur le marché portugais, la marque Vaillante engage trois équipages mixtes au Rallye T.A.P. : Michel Vaillant, Steve Warson et Jacky Ickx seront respectivement copilotés par Françoise Latour, la portugaise Candida Maria de Jésus et la canadienne Brigitte Lecharme. Ils rencontrent certains de leurs adversaires lors des reconnaissances, notamment les équipages Gilbert Staepelaere - Nicole Sol, qui comptent parmi les favoris, et surtout les cousins Bobby et Betty, qui vont se révéler les plus coriaces. Les nombreuses difficultés de l'épreuve donneront l'occasion aux courageuses coéquipières de contribuer au succès de la marque française.

## Véhicules remarqués

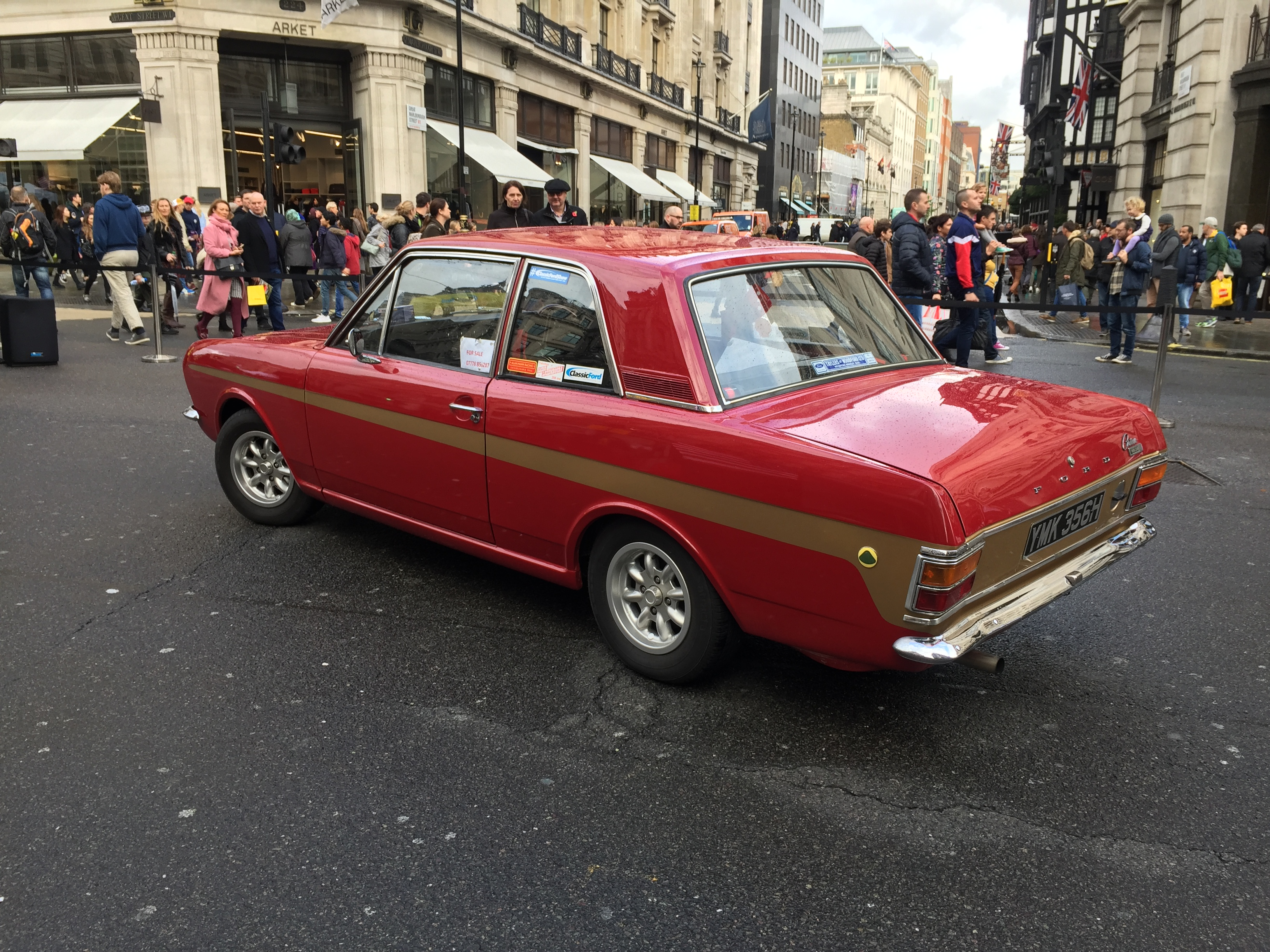
Betty et son cousin Bobby pilotent une Cortina Lotus MkII semblable à celle-ci.

- Boeing 727
- Ford 20M RS
- Ford Cortina Lotus MkII
- Alfa Romeo Giulia GT
- Lancia Fulvia Zagato
- Volvo 123 GT
- BMW 2002
- Porsche 911
- Triumph GT6
- Mini Cooper S
- Citroën DS21
- Alpine A110
- Renault 8 Gordini
- NSU 1000 TT

## Publication

### Revues
Les planches de 5 filles dans la course ! furent publiées dans le Journal de Tintin entre le 15 juillet et le 2 décembre 1969 (n° 28/69 à 48/69).

### Album
Le premier album fut publié aux Éditions du Lombard en 1971 (dépôt légal 01/1971).